# Ruth Golan
Ruth Golan, auch Ruth Golan-Zareh (* 6. Januar 1944 in Jerusalem; † 25. Mai 2012 in Berlin), war eine deutsche Architektin und Stadtplanerin.

## Studium und Wirken

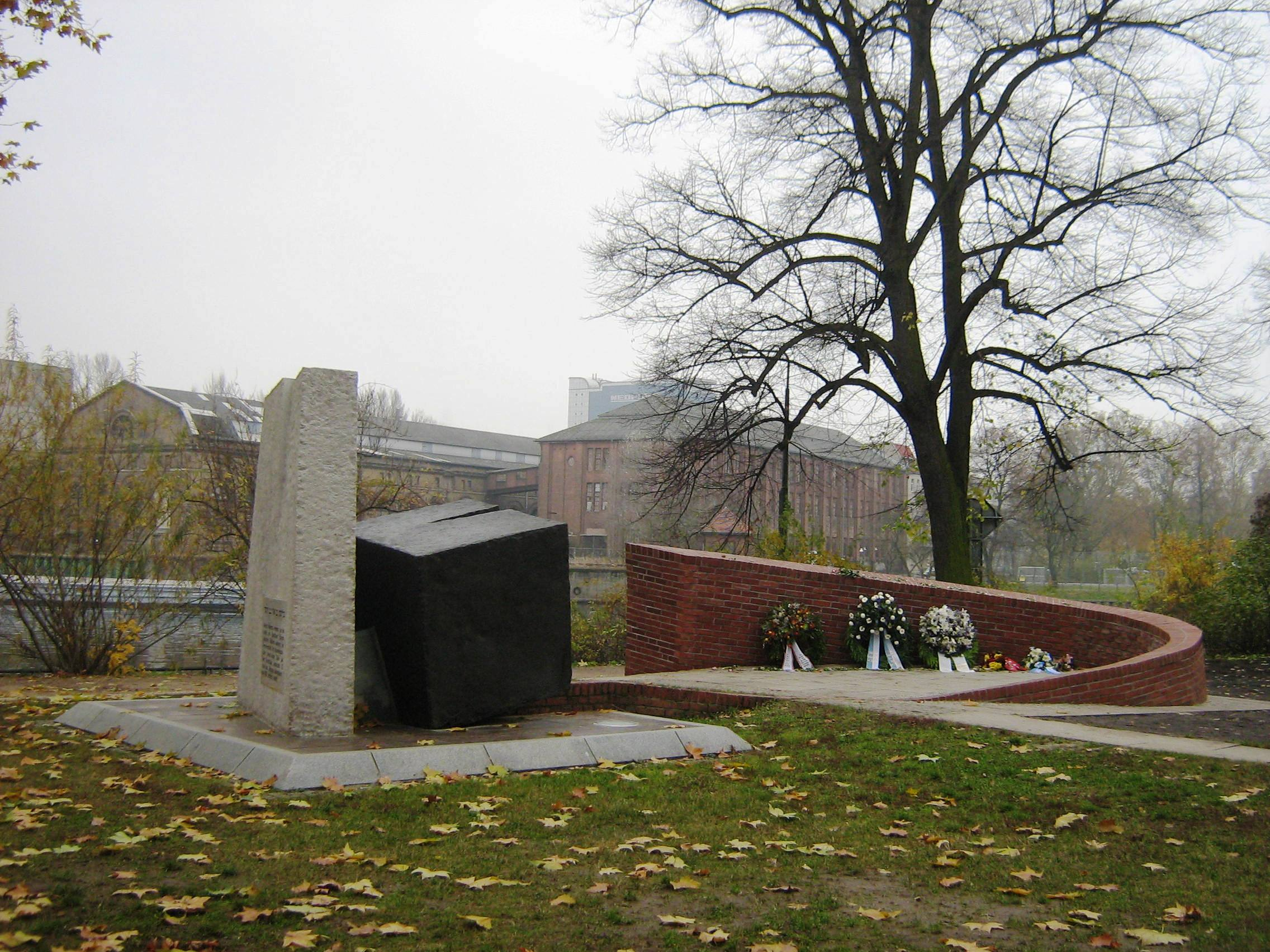
Mahnmal Lindenufer Spandau

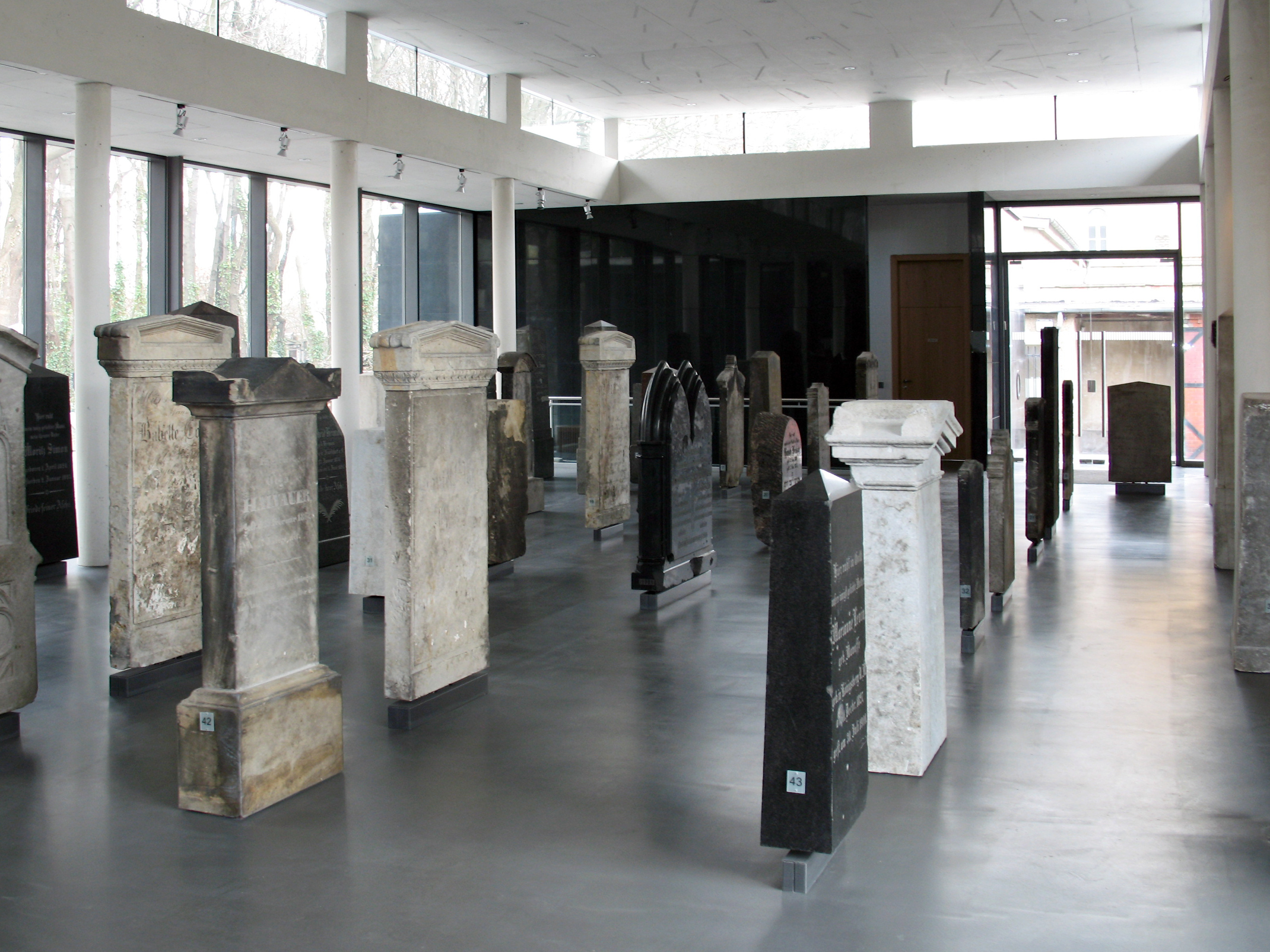
Blick ins Lapidarium am jüdischen Friedhof

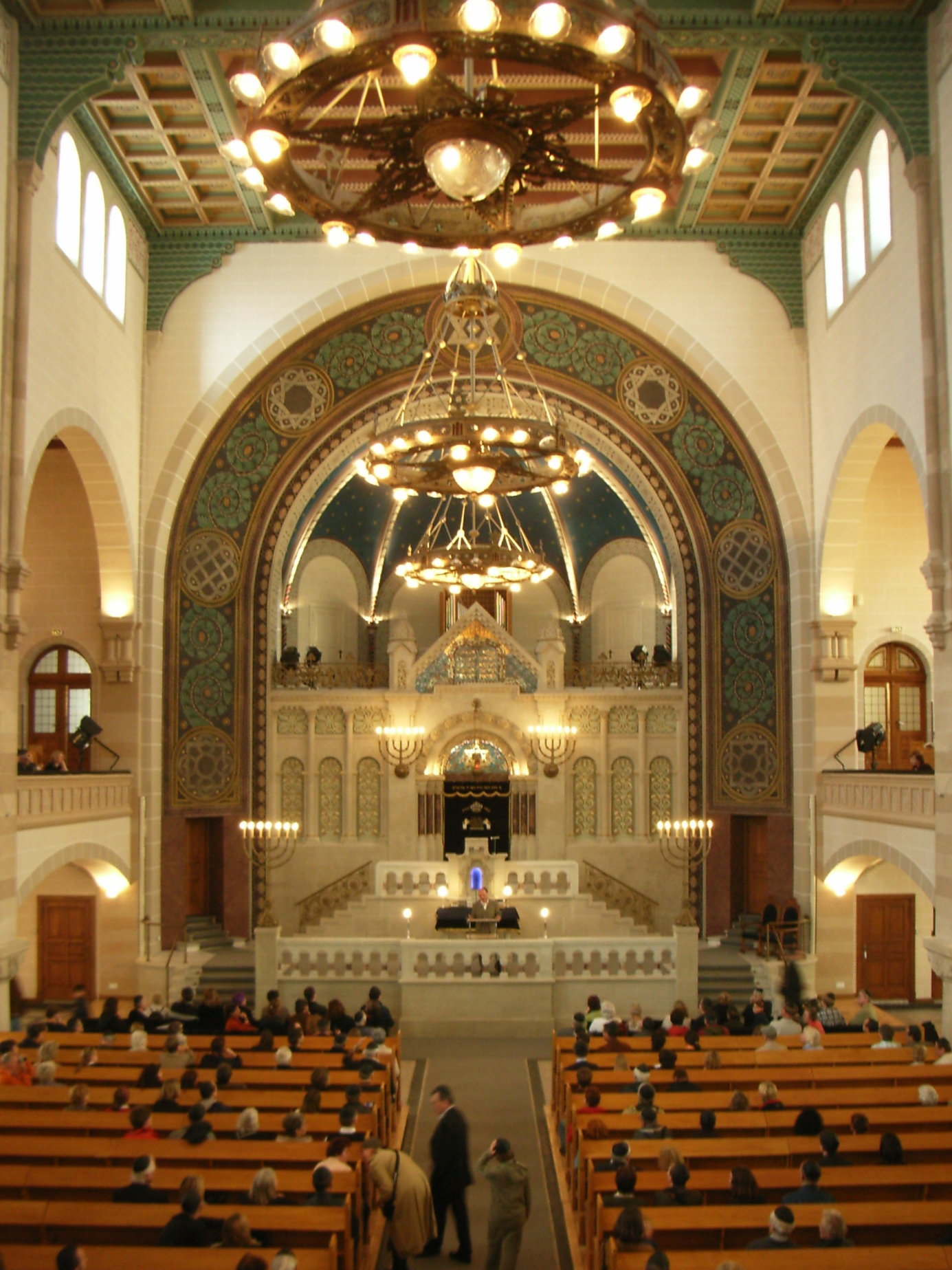
Hauptschiff der Synagoge Rykestraße in Berlin

Ruth Golan diente in Israel beim Militär. 1965 zog sie nach Deutschland.
Sie studierte an der Technischen Universität Berlin von 1966 bis 1971 Architektur und von 1984 bis 1986 Landschaftsplanung. Im Jahr 1972 gründete sie mit ihrem Mann Kay Zareh (gestorben am 14. Juni 2025) in Berlin ihr eigenes Architekturbüro, welches sie bis zu ihrem Lebensende betrieb. Ruth Golan war im Büro vor allem für Raumplanung und Ästhetik zuständig. Unter anderem die Sanierung der Synagoge in der Rykestraße im Berliner Bezirk Pankow wurde von ihr geleitet, der mit 1.200 Plätzen größten Synagoge Deutschlands.
Das Büro gewann 1988 den Wettbewerb für die Errichtung des Spandauer Mahnmals für die Opfer der Shoa und für die zerstörte Synagoge. Weiterhin wurde das Büro im Namen der Opfer mit dem Erweiterungsbau des Mahnmals beauftragt, jedoch verstarb Ruth Golan vor der Umsetzung.

## Kibbuz-Architektur
1984 präsentierte Ruth Golan auf der Internationalen Bauausstellung eine Broschüre, in der sie für ein kibbuzähnliches Zusammenleben plädierte. Die Idee ähnelt den im deutschen Sprachraum bereits bekannten Begriffen Generationenhaus, Wohnverein und Gartenstadt. Gemeinschaftliches Wohnen sollte das Gefühl für Gemeinschaft stärken. Eine Großküche sollte permanent alle Bewohner versorgen, eine Kinderbetreuung gemeinschaftlich von allen und für alle Bewohner organisiert werden. Eine Bibliothek sollte den Zugang zu Wissen für alle Mitglieder vereinfachen. Die Bauten und Umbauten sollten sich nach den Wohnwünschen der Bewohner richten, nicht nach der Fantasie des Planers. Alle Mitbewohner sollten ein lebenslanges Bleiberecht bekommen. Ihre Ideen trafen nicht auf viel Resonanz.

## Einstellung zur Religion
Ruth Golan war Atheistin. Dennoch verteidigte sie das Recht auf den Glauben und baute deshalb auch gerne das Mahnmal für die zerstörte Synagoge in Spandau.

## Werke
- Mittelstufenzentren in Berlin, in  Kooperation mit 3 weiteren Architekturbüros
- Berufschulzentrum in Wilhelmshaven in 4 Bauabschnitten
- Universitätsbauten in Vechta für katholische Theologie
- Universitätsgebäude für die TU Berlin in der Franklinstraße / Ecke Salzufer
- Platzgestaltung und die Wohnungsbauten um das Branitzer Karree in Berlin-Hellersdorf
- Schulzentrum „Bertolt Brecht“ Schule in Berlin-Spandau
- Spandauer Mahnmal für die Schoa, Berlin, 1988
- Wohn- und Altersheim für die Jüdische Gemeinde in der Baseler Straße 11–13
- Komplettsanierung der Synagoge in der Joachimsthaler Straße 13 in Berlin-Charlottenburg, 1985–1999
- Aufbau und Weiterbau des Jüdischen Kindergartens in der Delbrückstraße
- Neubau der Doppelsporthalle in der Oranienburger Straße hinter der „Goldkuppel“, Berlin, 1994
- Neubau der Dachdeckerinnung in der Nikolaistraße in Steglitz
- Umbau der Jüdischen Oberschule „Moses-Mendelssohn-Gymnasium“ in der Großen Hamburger Straße, Berlin, 1994
- Lapidarium auf dem Jüdischen Friedhof Schönhauser Allee, Berlin, 2005
- Restaurierung der Synagoge in der Rykestraße, Berlin, 2007[3]